# دونوفان ماثيوز
دونوفان ماثيوز (18 أغسطس 1976 بجورج تاون في غيانا - ) (بالإنجليزية: Donovan Matthews)‏ هو لاعب كريكت بريطاني. شارك مع منتخب جزر توركس وكايكوس للكريكت.

## وصلات خارجية
- دونوفان ماثيوز على موقع إي آس بي آن كريك إنفو (الإنجليزية)